# Game Boy (serie)

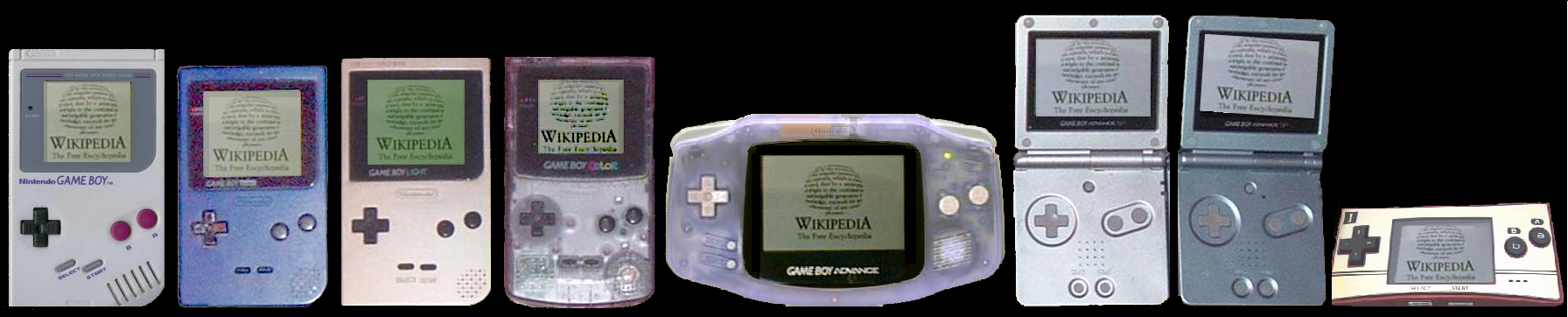
L'intera linea. Da sinistra: Game Boy, Game Boy Pocket, Game Boy Light, Game Boy Color, Game Boy Advance, Game Boy Advance SP, Game Boy Advance SP Mark II, Game Boy Micro

I Game Boy (in giapponese: ゲームボーイ) sono una serie di console portatili commercializzate da Nintendo a partire dal 1989. Sono stati a lungo la linea di console più vendute nel mondo, prima di essere superati dalla PlayStation 2, dal Nintendo DS e dal Nintendo Switch.

## Versioni
La serie è composta da varie versioni di Game Boy, che per mantenere competitività commerciale nel tempo hanno subito diversi miglioramenti sia a livello di design, che di tecnologie utilizzate. Si è passati, per esempio, dal bianco e nero ai colori, dagli 8 bit ai 32 bit, da uno sviluppo verticale dell'apparecchio, sino ad uno orizzontale e uno richiudibile, e via dicendo.

### Game Boy

Tetris su Game Boy

Il primo Game Boy è stato commercializzato il 21 aprile 1989 in Giappone. È dotato di schermo LCD a tonalità di grigio, un processore Z80 ad 8 bit prodotto da Sharp e personalizzato per le esigenze di gioco, ed era fornito di croce direzionale, due tasti "A" e "B" usati per compiere azioni durante il gioco (ad esempio saltare e sparare), un tasto "Start" per avviare le partite e un tasto "Select" di selezione, integrati nel corpo della console stessa. Grazie al videogioco Tetris il Game Boy ha rapidamente guadagnato grande popolarità tra i giocatori.

#### Game Boy Play It Loud!
Nel 1995 Nintendo ha realizzato una nuova versione della sua console portatile conosciuta come Game Boy Play It Loud!, la quale è identica alla prima serie, eccetto che per l'essere dotata di diverse colorazioni della scocca. Questo modello non ha però avuto un grande successo commerciale.

#### Game Boy Pocket

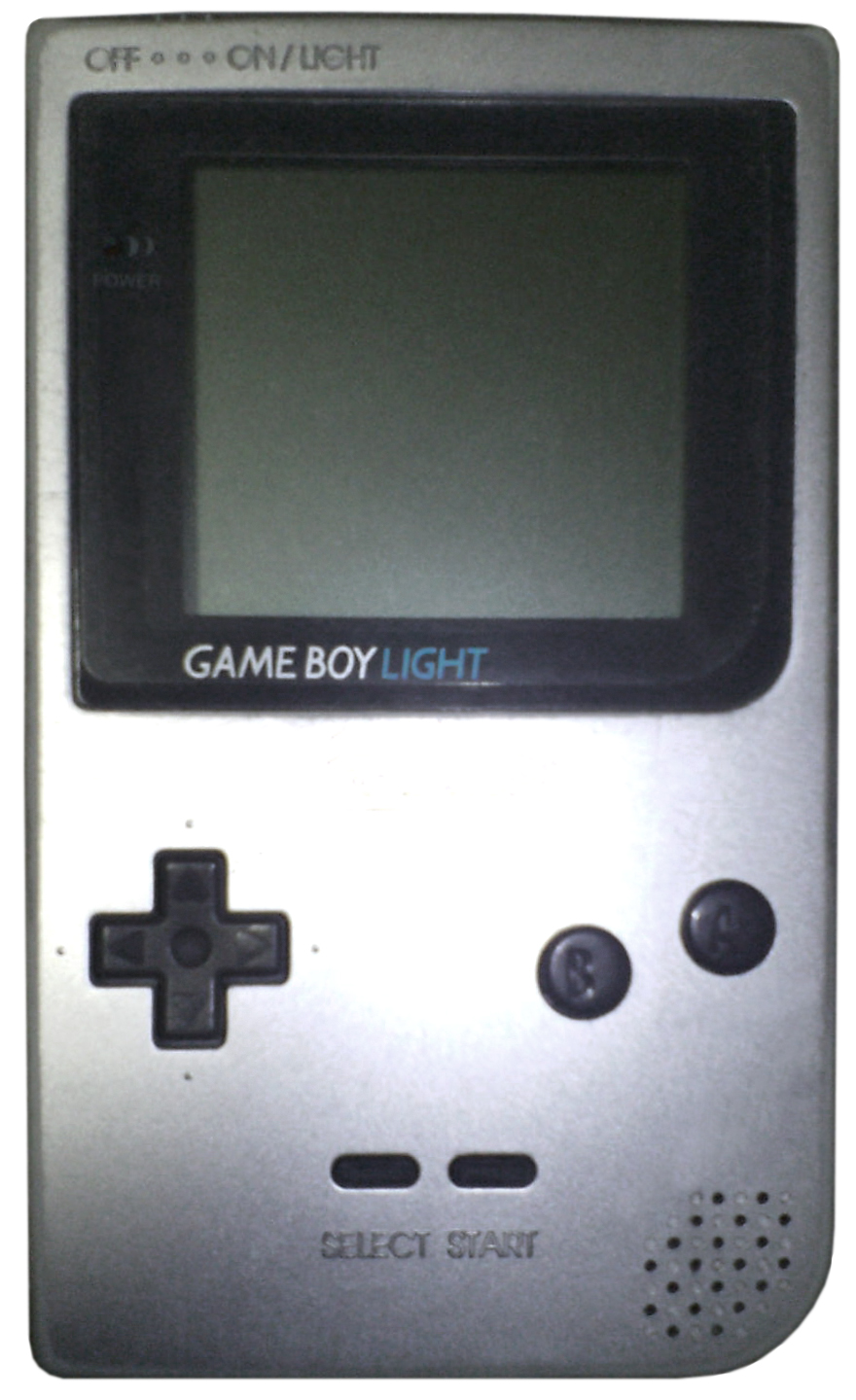
Game Boy Light

Nel 1996 è uscito il Game Boy Pocket, più piccolo, più leggero e da utilizzare con 2 batterie tipo AAA (mini stilo) per 10 ore di gioco. Il modello ha una porta per il link più piccola e richiede per questo un adattatore per connettersi ad un vecchio Game Boy. Il display è più grande e nitido di quello del Gameboy prima versione.

#### Game Boy Light
Commercializzato solo in Giappone, è identico al Game Boy Pocket ma contiene uno schermo retroilluminato che aumenta la visibilità del gioco. Utilizza 2 batterie AA per circa 20 ore di gioco a luce spenta e 12 a luce accesa. In numero limitato, la console risulta quella più rara della serie Nintendo e i pezzi al giorno d'oggi vengono venduti dai collezionisti anche a più di mille euro.

### Game Boy Color
Realizzato nel novembre 1998, il Game Boy Color ha uno schermo a colori dotato di tecnologia TFT, è dotato di una porta di comunicazione agli infrarossi e funziona con batterie stilo AA. Il suo processore interno custom Sharp Z80 ha una velocità raddoppiata, è dotato del doppio di memoria RAM e può gestire più di cento colori a schermo contemporaneamente, presi da una tavolozza più grande (il Game Boy originale poteva gestire solo quattro tonalità diverse).

### Game Boy Advance

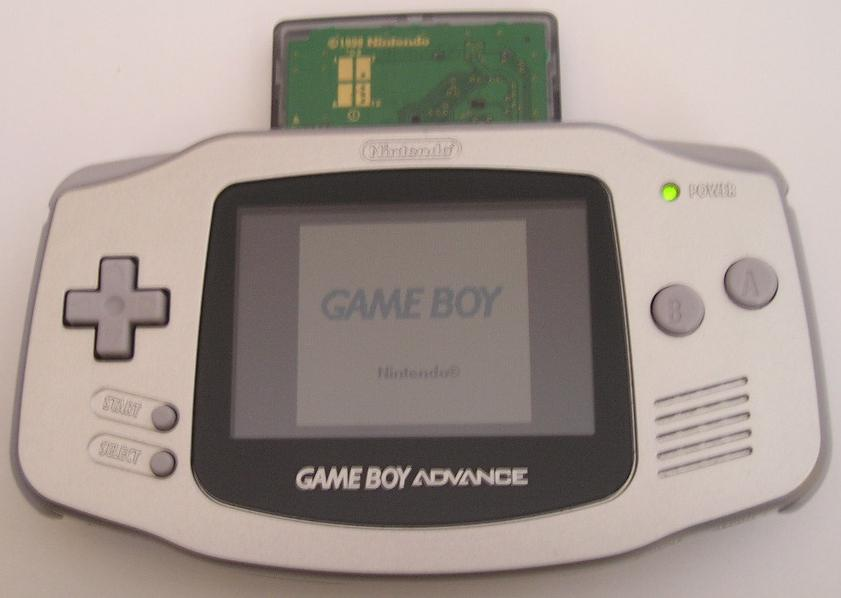
Game Boy Advance

Nel 2001 Nintendo ha commercializzato il Game Boy Advance, come successore del Game Boy. Il Game Boy Advance è un sistema a 32 bit con un processore ARM da 16,8 MHz e può gestire una grafica paragonabile a quella del Super Nintendo. Il processore principale è affiancato da un altro, un custom Sharp Z80, identico a quello del Game Boy Color, il che rendeva la console in grado di far funzionare anche i giochi di quest'ultimo.

#### Game Boy Advance SP
La versione SP, messa in vendita nel 2003, è richiudibile su sé stessa risultando di dimensioni di gran lunga inferiori al modello precedente. Dispone di una illuminazione frontale interna per lo schermo e batteria ricaricabile al litio, e mantiene la compatibilità con i vecchi giochi del Game Boy Color e Game Boy originale.

#### Game Boy Micro

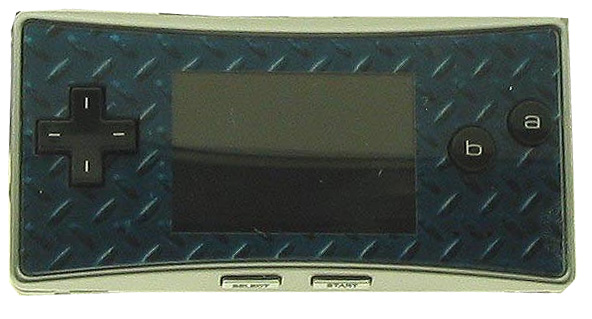
Il Game Boy micro

Un Game Boy Advance di dimensioni ancora ridotte che è stato distribuito in Europa a Natale 2005. Peculiarità: presa standard per le cuffie, frontalini intercambiabili, retroilluminazione su schermo di alta qualità, estrema portabilità, chassis in metallo. Rispetto alla versione precedente manca la retrocompatibilità con i titoli per Game Boy originale e Game Boy Color (non è stato incluso il processore Z80).

## Accessori
Nintendo ha commercializzato svariati accessori per espandere l'esperienza ludica del Game Boy.

### Super Game Boy

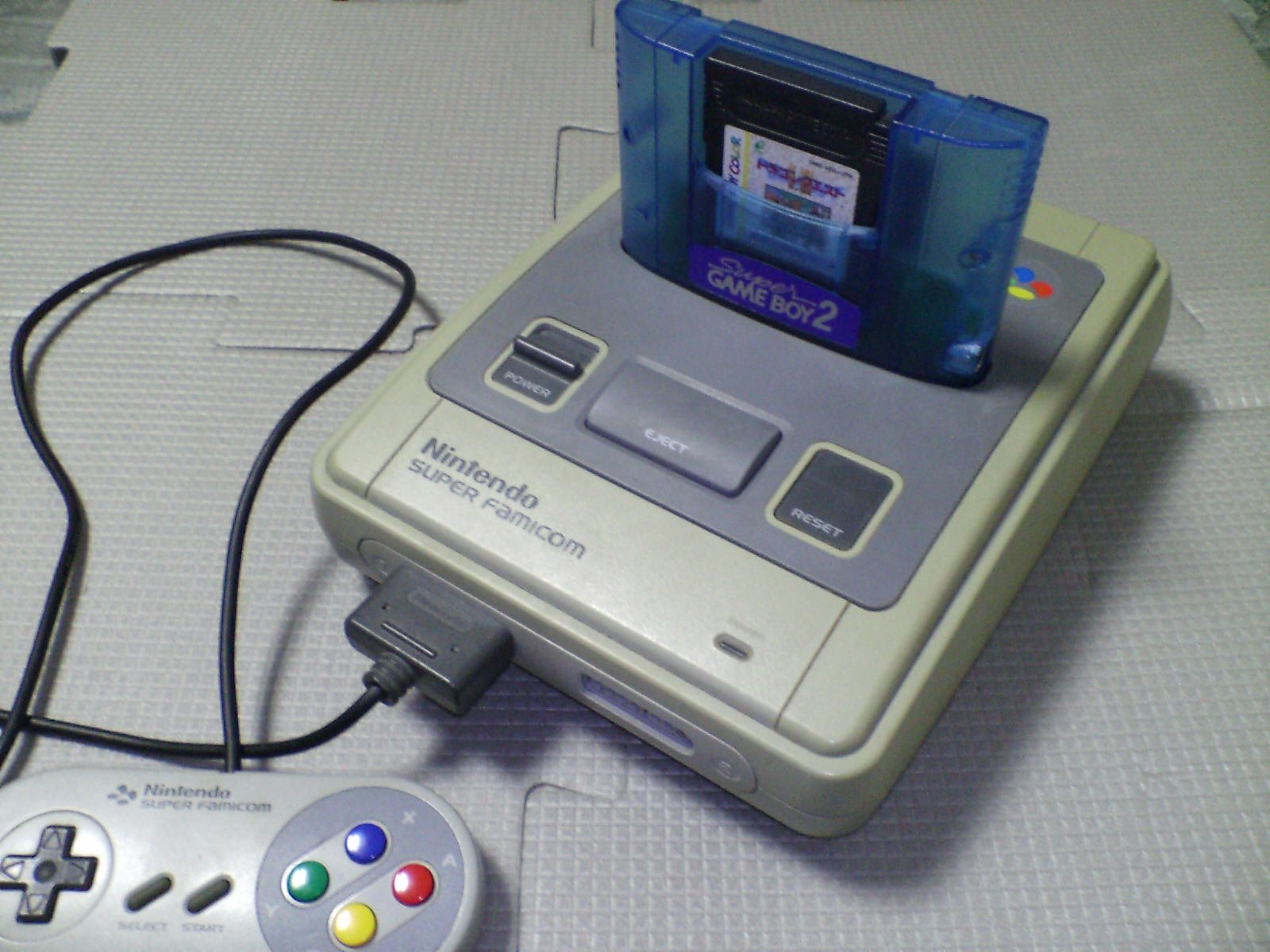
Super Game Boy

Il Super Game Boy è una speciale cartuccia del Super Nintendo che permette di visualizzare sullo schermo del televisore i giochi del Game Boy che vi vengono inseriti. I giochi del portatile venivano poi visualizzati all'interno di una cornice decorativa e venivano visualizzati a colori, inoltre certi giochi del Game Boy, sviluppati appositamente, potevano fornire essi stessi una cornice personalizzata e sfruttare una maggior profondità di colore.

### Game Boy Camera e Printer
Realizzati nel 1998 sono accessori che permettono di catturare una immagine (Game Boy Camera) e stamparla (Game Boy Printer). Sono però stati in Italia un fallimento commerciale e praticamente sconosciuti alla maggior parte dei videogiocatori, mentre nel mondo la Game Boy Camera è stata un buon successo di vendite.

### Transfer Pak
Il Transfer Pak è un accessorio che si inserisce nella presa esterna del controller del Nintendo 64. Contrariamente al Super Game Boy, è stato ideato solo per trasferire i dati di gioco delle cartucce del Game Boy verso i giochi del Nintendo 64 compatibili con tale accessorio.

### Game Boy Player

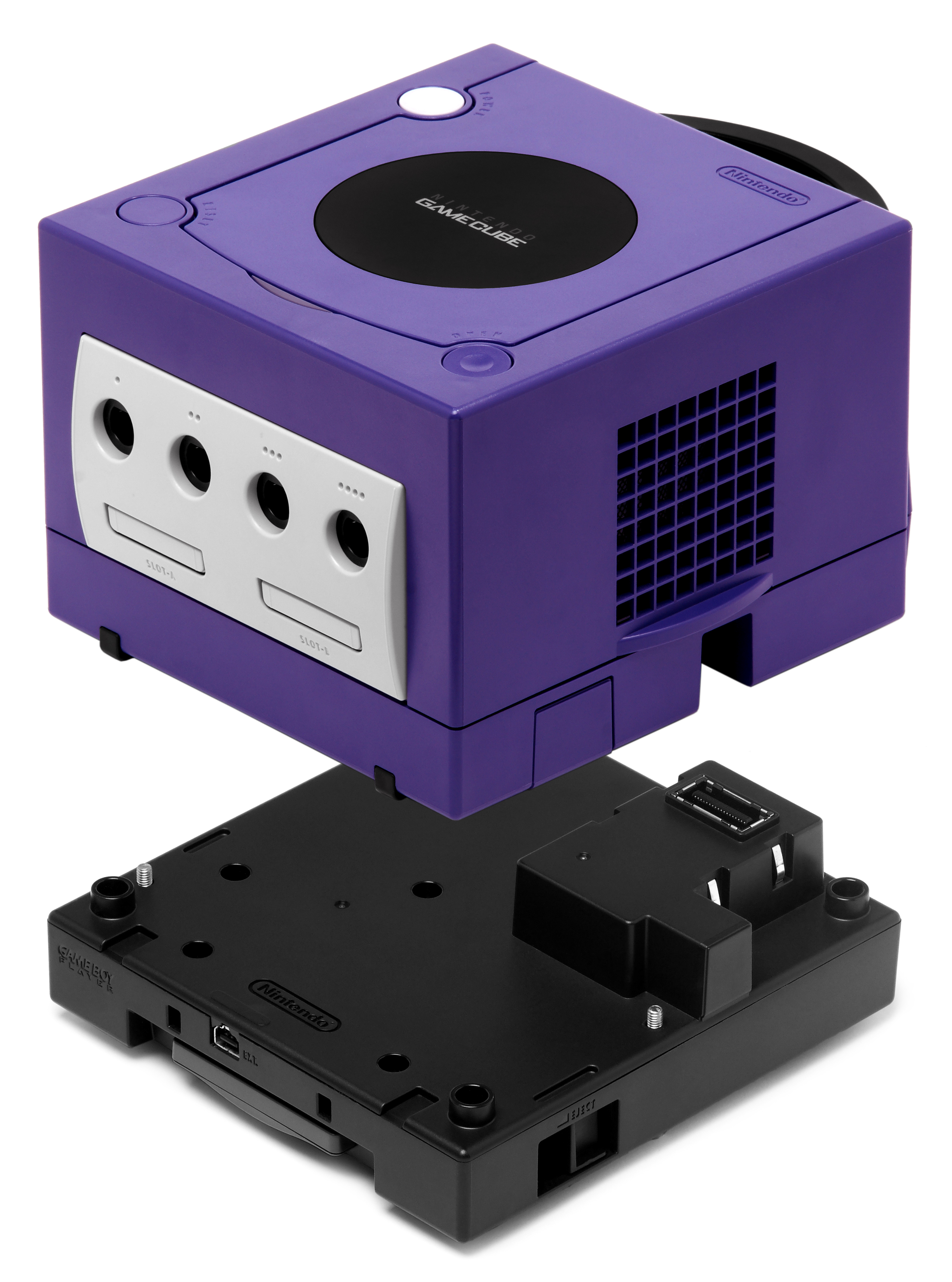
GameCube e Game Boy Player

L'equivalente del Super Game Boy, ma per GameCube: è un accessorio che permette di far partire i giochi della serie Game Boy (incluso Game Boy Advance) tramite la suddetta console casalinga di Nintendo. Venne commercializzato prima in Giappone, poi in Occidente dal secondo trimestre del 2003. Va inserito sotto la console, a cui si interfaccia tramite la porta di espansione, e necessita di un disco software incluso nella confezione per poter funzionare. Un menù di effetti grafici a sei voci permette di regolare l'apparenza visiva di ciascun gioco, minimizzando i problemi legati all'ingrandimento forzato dell'immagine. Manca il supporto per Rumble Pack, Game Boy Camera, Pocket Music. Il Game Boy Player non è inoltre in grado di riprodurre la cornice né i colori dedicati per i giochi Game Boy specificatamente studiati per il Super Game Boy.

### Play Yan e Play Yan micro
Speciale cartuccia per i restyling del Game Boy Advance (non è compatibile con il primo modello) che permette di riprodurre file in formato.mp3 e.mpeg4 (audio e video) memorizzati su una scheda di memoria SD. Esiste in due versioni leggermente personalizzate per Game Boy Advance SP e Game Boy micro, la cui unica differenza di una rispetto all'altra è nel permettere il blocco dei tasti per il Game Boy micro.

## Popolarità
Il Game Boy originale è stata una console portatile molto diffusa e con un innumerevole gamma di giochi prodotti. Nei suoi circa dieci anni di vita ha resistito a rivali più potenti come il SEGA Game Gear o l'Atari Lynx. Anche il Game Boy Color ha avuto relativamente un grande successo nel mondo, seppur non abbia raggiunto i numeri del predecessore per via del un minor tempo di presenza sul mercato. Il successo del Game Boy Advance si avvicinò a quello del capostipite, soprattutto grazie ai molto venduti giochi dei Pokémon che ne spinsero le vendite.